# 原宿站
原宿站（日语：／ Harajuku eki */?）是位於日本東京都澀谷區神宮前一丁目，屬於東日本旅客鐵道（JR東日本）山手線的鐵路車站。車站編號是JY 19。

## 概要
原宿站於1906年（明治39年）10月30日啟用，當時位於較接近代代木站的地方。現在的站舍是第二代站舍，於1924年（大正13年）竣工，為木造建築，是東京都内現存歷史最悠久的木建車站建築物。建物採用英式設計，屋頂上有尖塔，外壁使用白色。在原宿站與代代木站間設有一個特別月台，供日本皇室人員等專用列車使用，俗稱為「宮廷月台」。1997年（平成9年），入選關東車站百選（第一回）。
站名取自開業當時的地名原宿（豐多摩郡千駄谷村大字原宿）。
本站依據特定都區市內制度屬於「東京都區內」與「東京山手線內」。並與鄰接的東京地下鐵千代田線明治神宮前〈原宿〉站實施連絡運輸。副都心線的連絡運輸站是澀谷站，非本站。不過山手線車內自動廣播依然有副都心線的轉乘資訊。
作為原宿、表參道地區的入口站，有大量年輕人在車站周邊活動，不過由於另一側是明治神宮與代代木公園，付費區內也沒有轉乘路線，因此站內較站外閑靜。

## 歷史
開業時使用人數並不多，直到1919年（大正8年）建造明治神宮後開始發展至今。隨著乘客增加，1929年（昭和4年）增設竹下口地下道，1939年（昭和14年）增設明治神宮側臨時月台。

### 戰前
- 1906年（明治39年）
  - 10月30日：日本鐵道車站開業。同時開始貨運業務。當時的車站位置較靠近代代木站[2][4]。
  - 11月1日：日本鐵道國有化，成為國有鐵道車站。
- 1909年（明治42年）10月12日：制定線路名稱，本站屬山手線。
- 1914年（大正3年）
  - 5月24日：昭憲皇太后葬儀在相鄰的代代木練兵場舉行。在原宿站南方的拖上線敷設靈柩列車出發用的代代木臨時停車場[5]。
  - 12月18日：車站北側（代代木側）設置原宿變電所[5]。
- 1916年（大正5年）1月：營造明治神宮，車站北側設置拖上線[2]。
- 1920年（大正9年）11月1日：明治神宮完成，舉行鎮座祭。
- 1922年（大正11年）
  - 7月12日：澀谷 - 本站間複複線化[2]。
  - 11月11日：原宿變電所廢止[5]。
- 1923年（大正12年）9月1日：關東大震災。
- 1924年（大正13年）
  - 6月：車站往南側（澀谷站側）的現址移動[6]。現存的英式木造站房竣工，設計者為鐵道省技師長谷川馨[2]。
  - 12月：本站 - 新大久保間複複線化。
- 1925年（大正14年）10月15日：為了大正天皇前往日光、沼津、葉山御用邸靜養，於原宿變電所舊址設置原宿站側部乘降場（宮廷月台）。
- 1941年（昭和16年）2月1日：廢除貨運業務。
- 1945年（昭和20年）4月14日：站房遭到空襲但炸彈未爆炸。

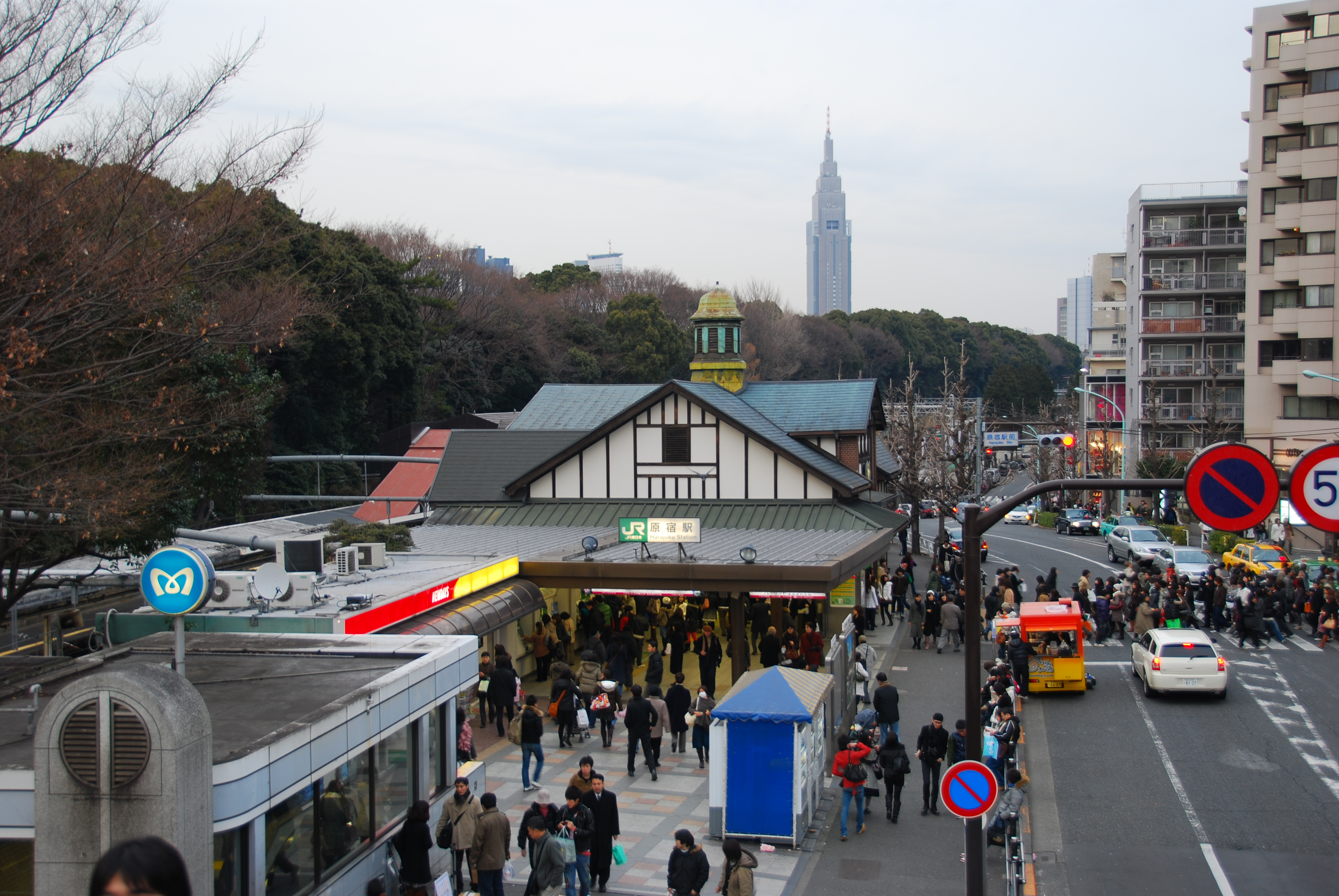
原宿站旧站房表参道口（2008年2月）

### 戰後
戰後，相鄰的千駄谷地區開設許多愛情賓館（連れ込み宿），並擴展至原宿站前。之後周邊居民與PTA發起清除運動。最後，包含原宿站在內的原宿地區在1957年（昭和32年）指定為文教地區，風俗業退出此地。
- 1952年（昭和27年）10月14日：鐵道開業80周年，開放民眾參觀「皇室專用月台」。展示北海道最早的蒸氣機車「義經」、「しづか」。
- 1972年（昭和47年）10月20日：帝都高速度交通營團（營團地下鐵）明治神宮前站在附近開業。
- 1976年（昭和51年）7月：綠色窗口開始營業（2017年1月31日結束營業）[8]。
- 1987年（昭和62年）
  - 4月1日：國鐵分割民營化，本站為東日本旅客鐵道車站（屬山手線）。
  - 7月1日：與目白站試行月台全面禁煙[9]（至1994年9月[10]）。之後與其他車站一樣增設吸菸區。2009年4月起再次全面禁煙。
- 1997年（平成9年）：以「神宮之森與相配的西洋風站房」入選「關東車站百選」。
- 2001年（平成13年）11月18日：IC卡「Suica」啟用。
- 2015年（平成27年）：1、2號線月台設置月台門。
- 2016年（平成28年）6月8日：因應2020年東京奧運，宣布本站與千駄谷站、信濃町站進行站房改建工程[11]。
- 2020年（令和2年）3月21日：新站房投入使用[12]。

### 車站改良工程
JR東日本因應2020年東京奧運，在2016年宣布本站將進行車站改良工程。新年使用的臨時月台將成為往新宿、池袋方向的外回專用月台，二層樓站房將進行改建、增設電梯與電扶梯、廁所與檢票口通道拓寬等。明治神宮口將設置新站房。外回專用月台亦增設月台門，改良工程後的島式月台成為內回的澀谷、品川方向專用月台。然而，澀谷區長長谷部健與地方居民反對拆除站房並要求保留。
2019年11月19日，JR東日本宣佈於2020年東京奧運及帕運結束後，拆除現行木造站房。原因是該地區已被指定為防火區域，現有木造站房雖有歷史意義，但無法符合消防法規要求。木造站房拆除後將易地改用防火材質重建，盡量重現原有西洋風。
2020年3月21日，新站房啟用，臨時月台永久化。

## 車站構造
山手線平時使用2面2線側式月台。

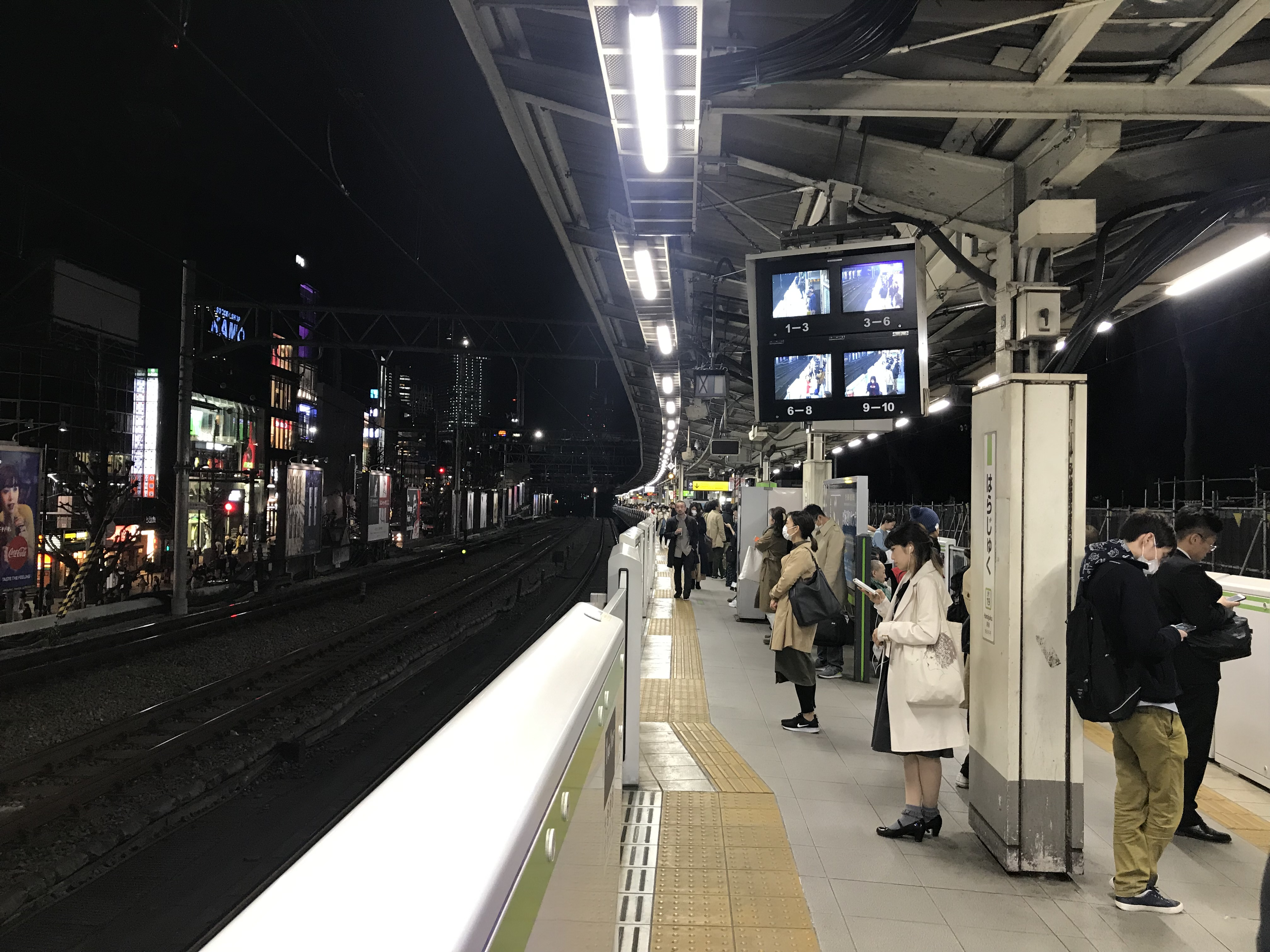
原宿站站台夜景

表參道口設有廁所，閘外有東京地下鐵明治神宮前站轉乘口。大堂與月台設置了扶手電梯與升降機聯絡，閘外有斜坡等無障礙設施，但竹下口沒有任何無障礙設施。本站設有自動閘機。表參道口設有簡易Suica閘機。臨時月台只設有簡易Suica閘機。

### 月台配置
| 月台 | 路線   | 方向 | 目的地               |
| ---- | ------ | ---- | -------------------- |
| 1    | 山手線 | 內環 | 澀谷、品川、東京方向 |
| 2    | 山手線 | 外環 | 新宿、池袋、上野方向 |

（來源：JR東日本:車站構內圖 （页面存档备份，存于））

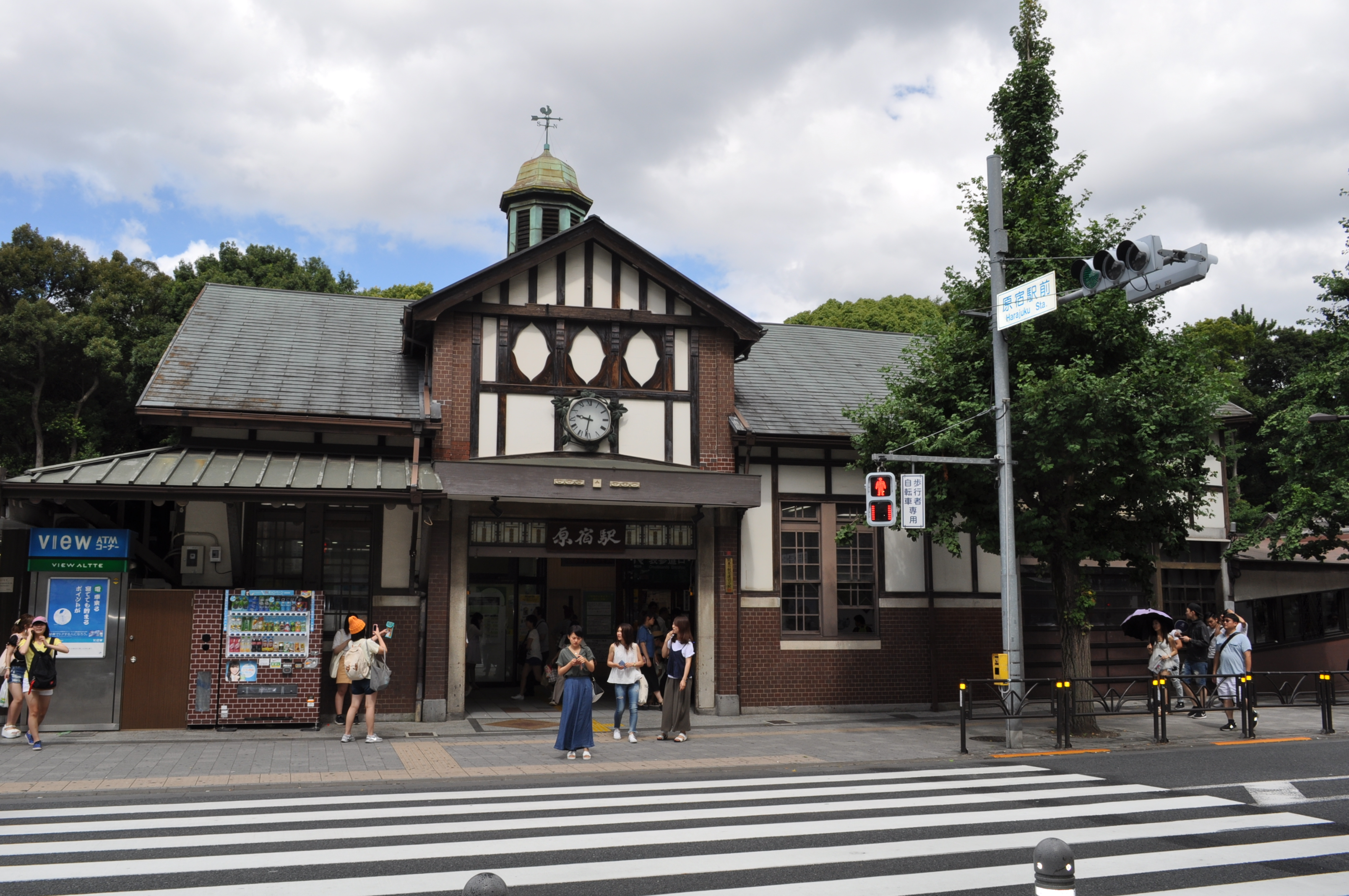
表參道口舊站舍的正面（2016年7月）
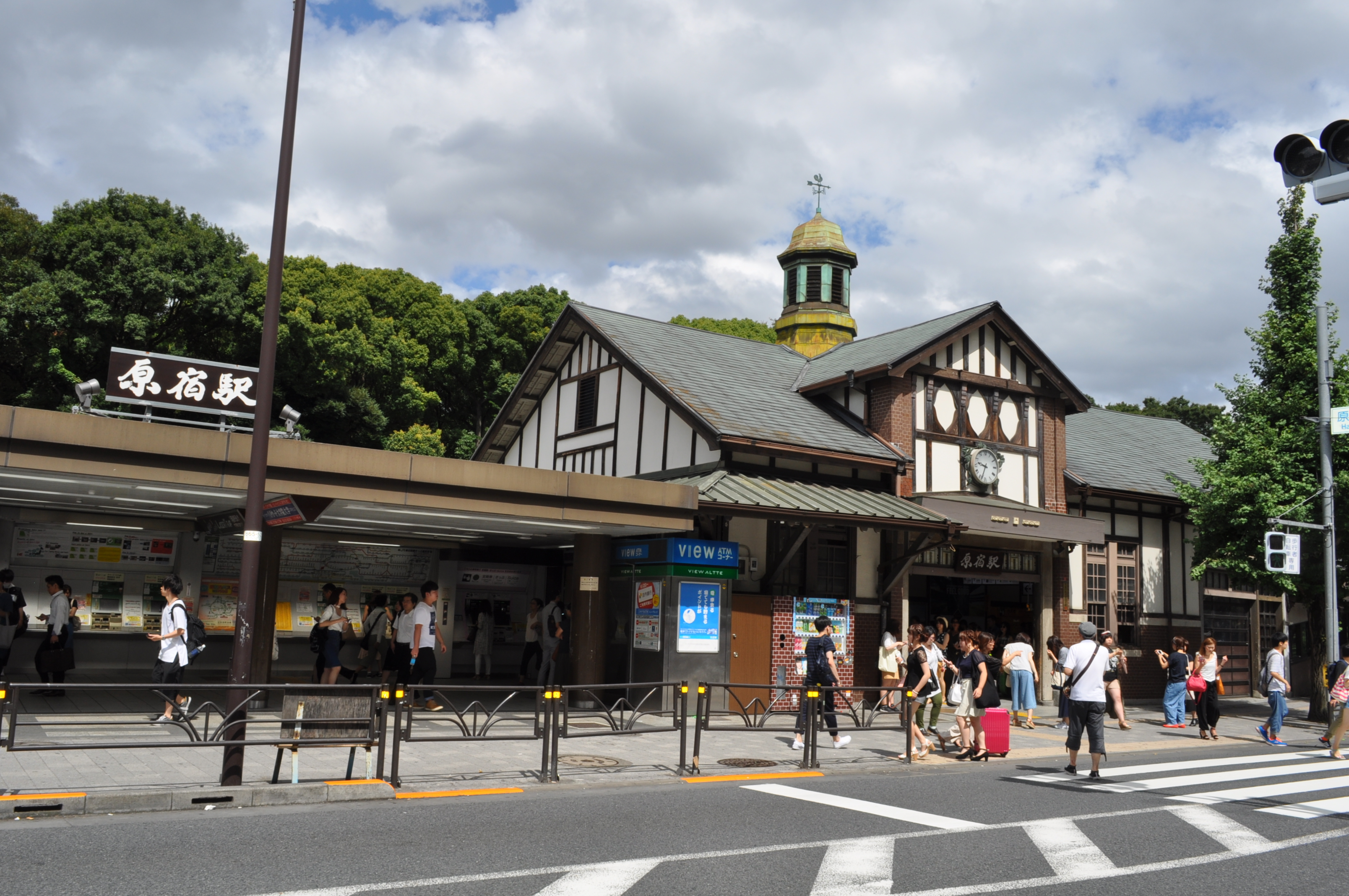
表參道口舊站舍全景（2016年7月）
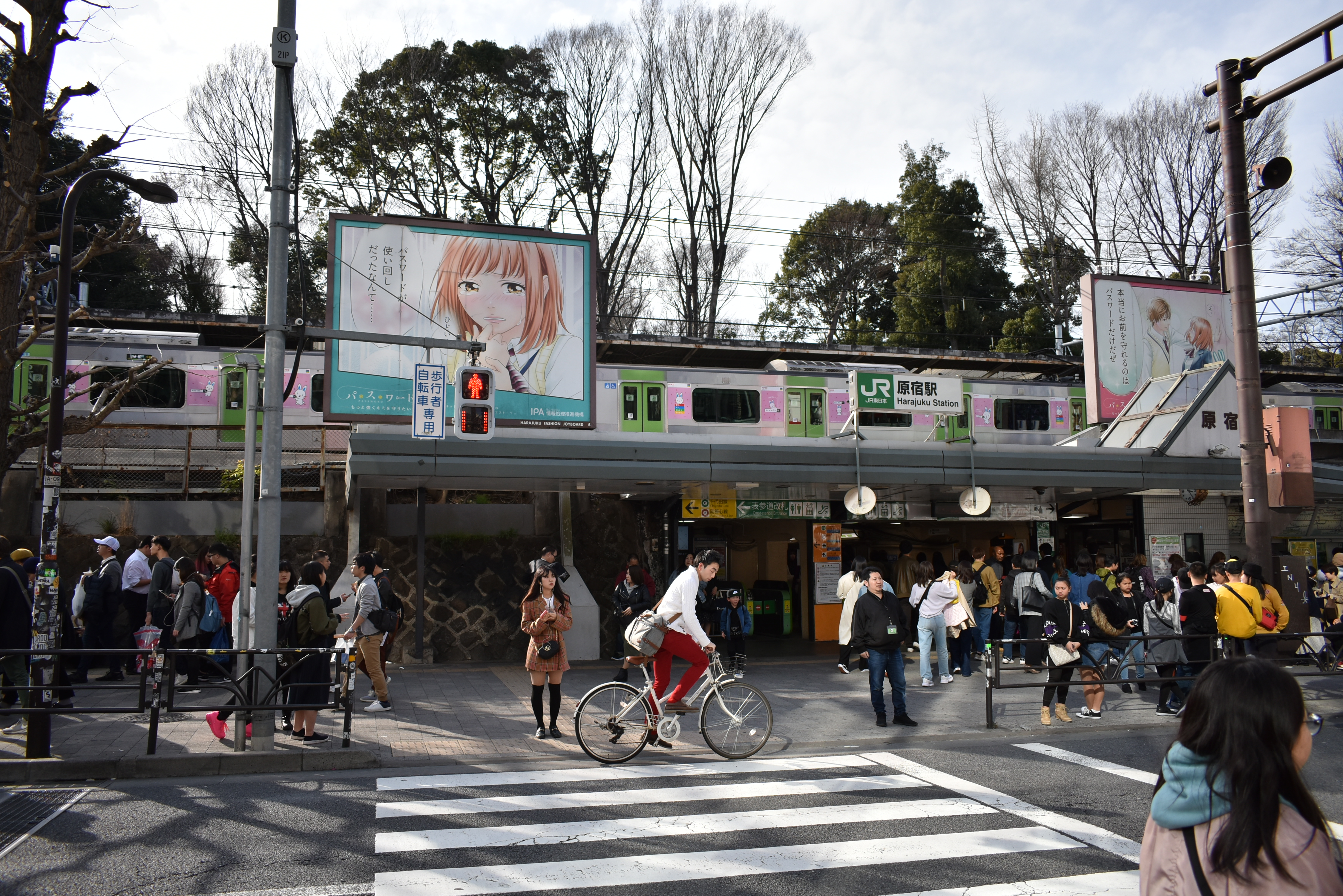
竹下口（2019年3月）
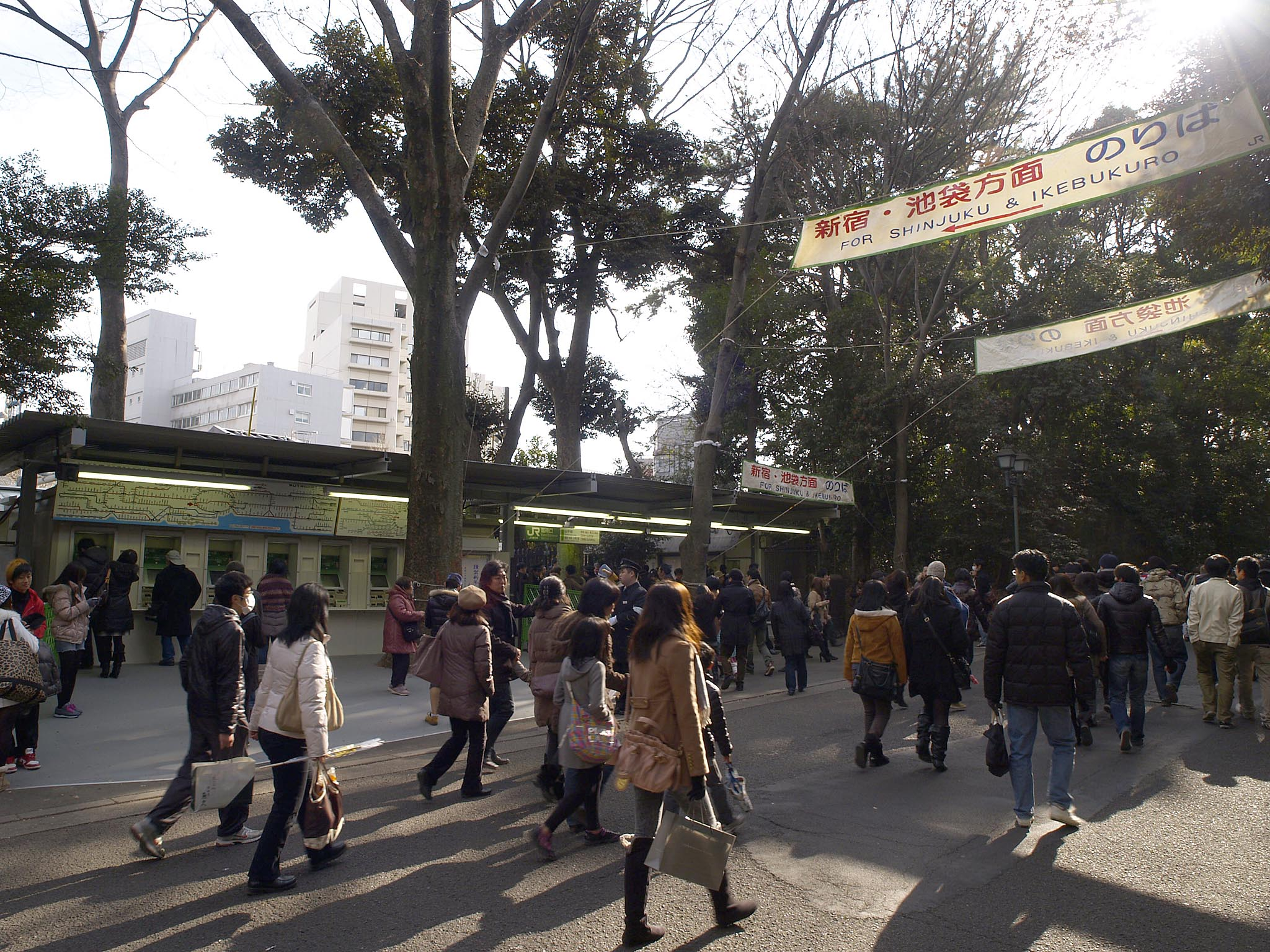
在明治神宮的元臨時出入口（2012年1月）
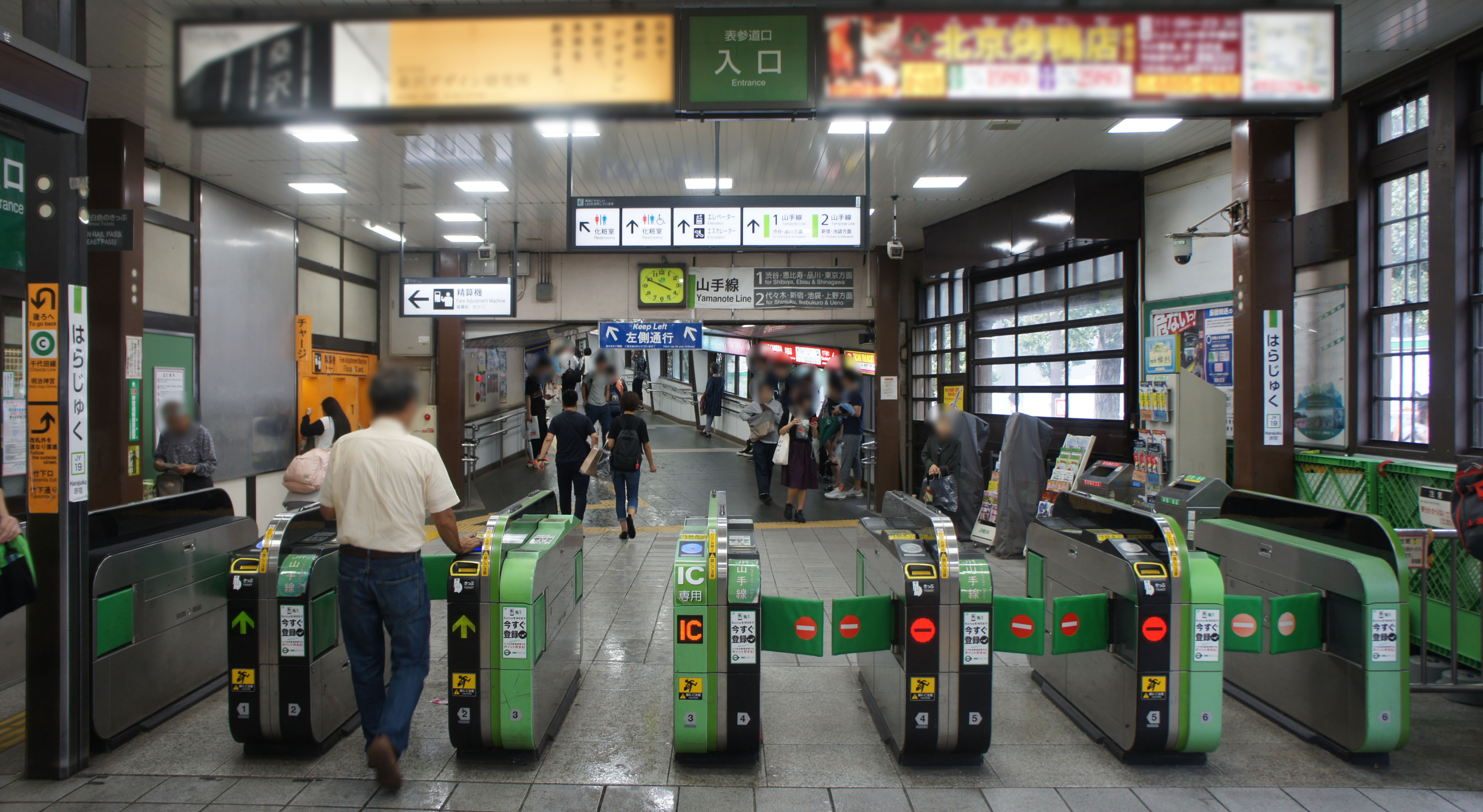
舊表參道閘口（2019年9月）
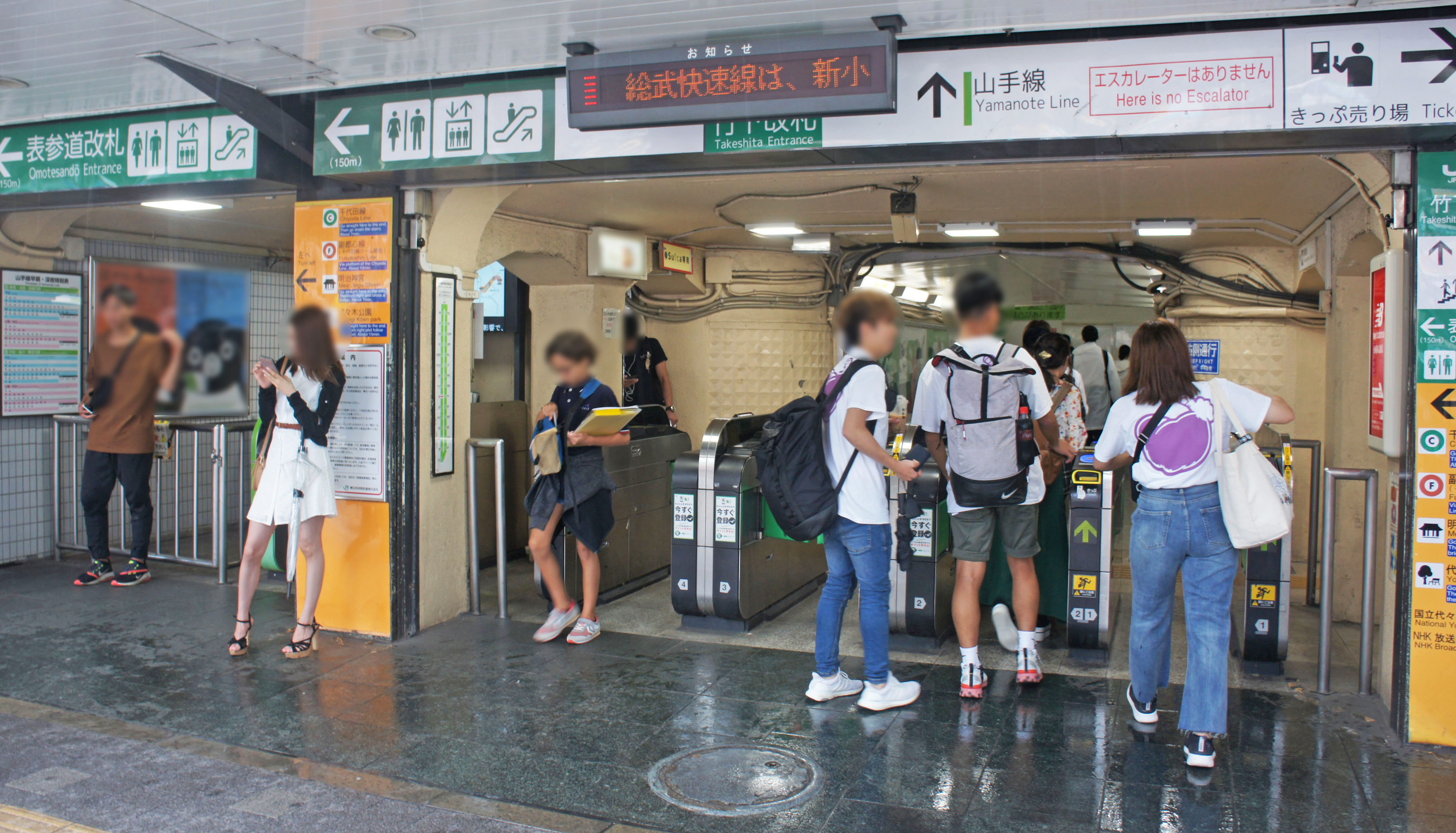
竹下閘口（2019年9月）

### 臨時月台
本站在外回線（代代木方向）的明治神宮側設有「臨時月台」（3號線月台），內回線（澀谷站方向）的代代木側有1面1線的皇室專用月台（後述）。
「臨時月台」在1940年（昭和15年）元日啟用，僅在每年正月開放給明治神宮初詣客使用。明治神宮是日本每年最多初詣客造訪的地方，山手線也從大晦日至元旦全日營運輸送人潮。在這段期間，外回線開放臨時月台上下客，2號線月台停止使用。
明治神宮側亦設有臨時檢票口，此時表參道口與竹下口為內回專用檢票口。
由2020年3月21日起，本臨時月台永久化，加裝了扶手電梯和月台閘門，並且改為2號月台。

### 發車音樂
本站的外回、內回都使用原創音樂。另外，2011年3月1日至20日，本站發車音樂改為miwa的樂曲《春天來臨時》。1號線使用副歌，2號線使用開頭段落。
臨時月台使用的是發車鈴。

## 皇室專用月台

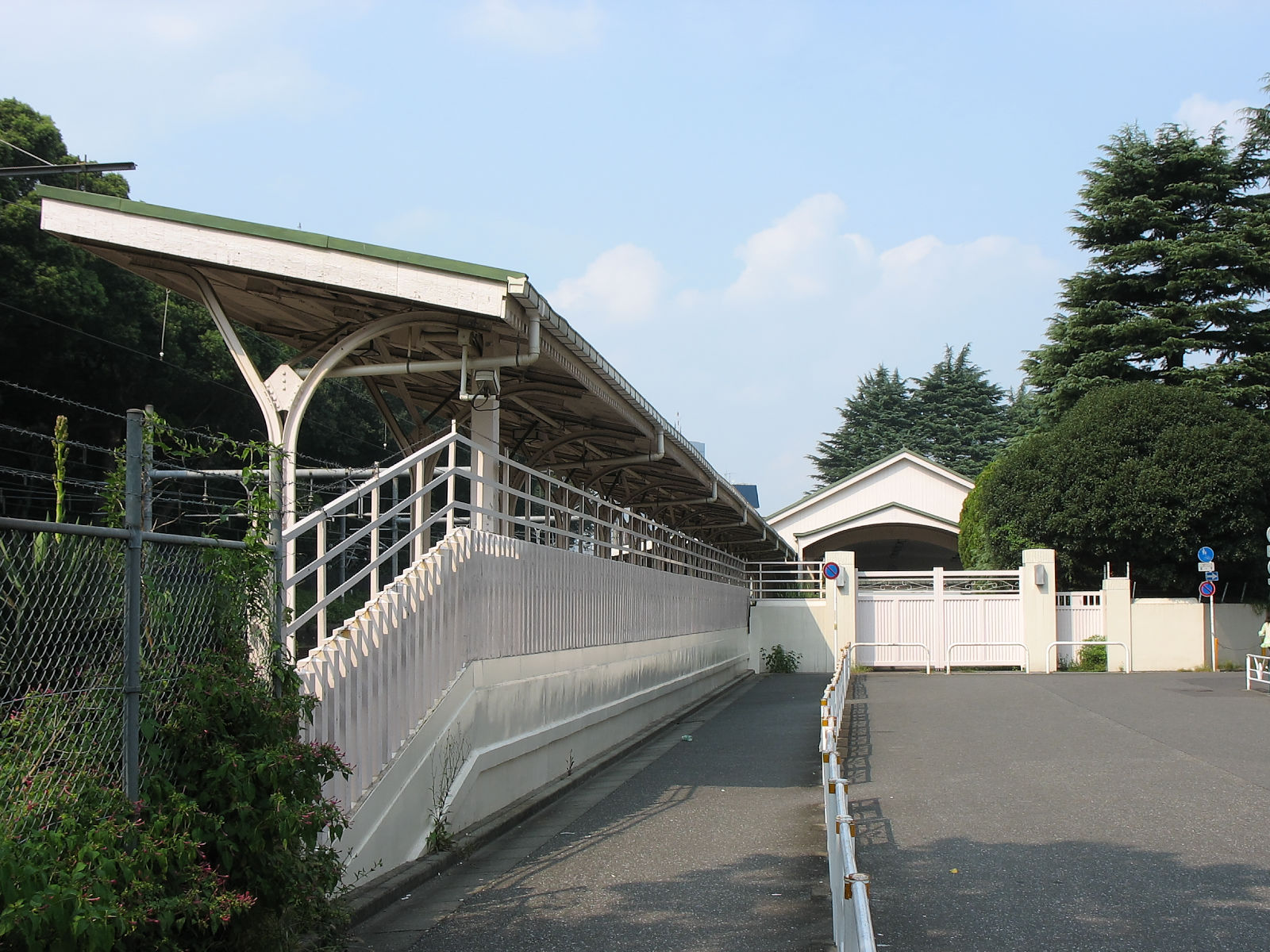
皇室專用月台入口
2008年9月攝影

設於車站北側（代代木站方向）的貨物線線路分岐處，為皇室專用車站。
此月台的正式名稱是原宿站側部乘降場，又稱「北部乘降場」、「北乘降場」、「帝室御乘降場」等，一般多稱宮廷月台（宮廷ホーム）。此月台是供御召列車使用。2013年（平成25年）現在由財務省與JR東日本共同所有。
月台有效長度為217公尺，月台長171公尺。宮廷月台採用簡樸設計，屋頂也以老舊軌條為素材。這是由於建造當時，大正天皇正在養病，若是車站做得過於豪華會吸引人們注目，甚至被看見養病中的天皇樣貌，進而影響民眾與社會安定。站內除了月台，還有信號所、貴賓室、候車室等。
使用此月台時，原宿站會暫時升格為運轉處理站（運転取扱駅）。月台的出發信號機、場內信號機平常沒有使用會用黑布遮蓋，山手貨物線本線（通過線）側的出發信號機、場內信號機會轉作為閉塞信號機。

### 大正時代
本站最初是做為大正天皇從宮城（即今皇居）前往沼津御用邸與葉山御用邸等靜養的專用車站。
1925年（大正14年）夏季，利用舊原宿站以及舊原宿變電所及其側線的用地動工、同年10月15日完工。12月17日試營運。1926年（大正15年）8月10日，大正天皇首次使用本月台前往葉山御用邸。
之後，大正天皇在同年12月25日駕崩，同月27日靈柩列車由此月台返回。

### 昭和時代

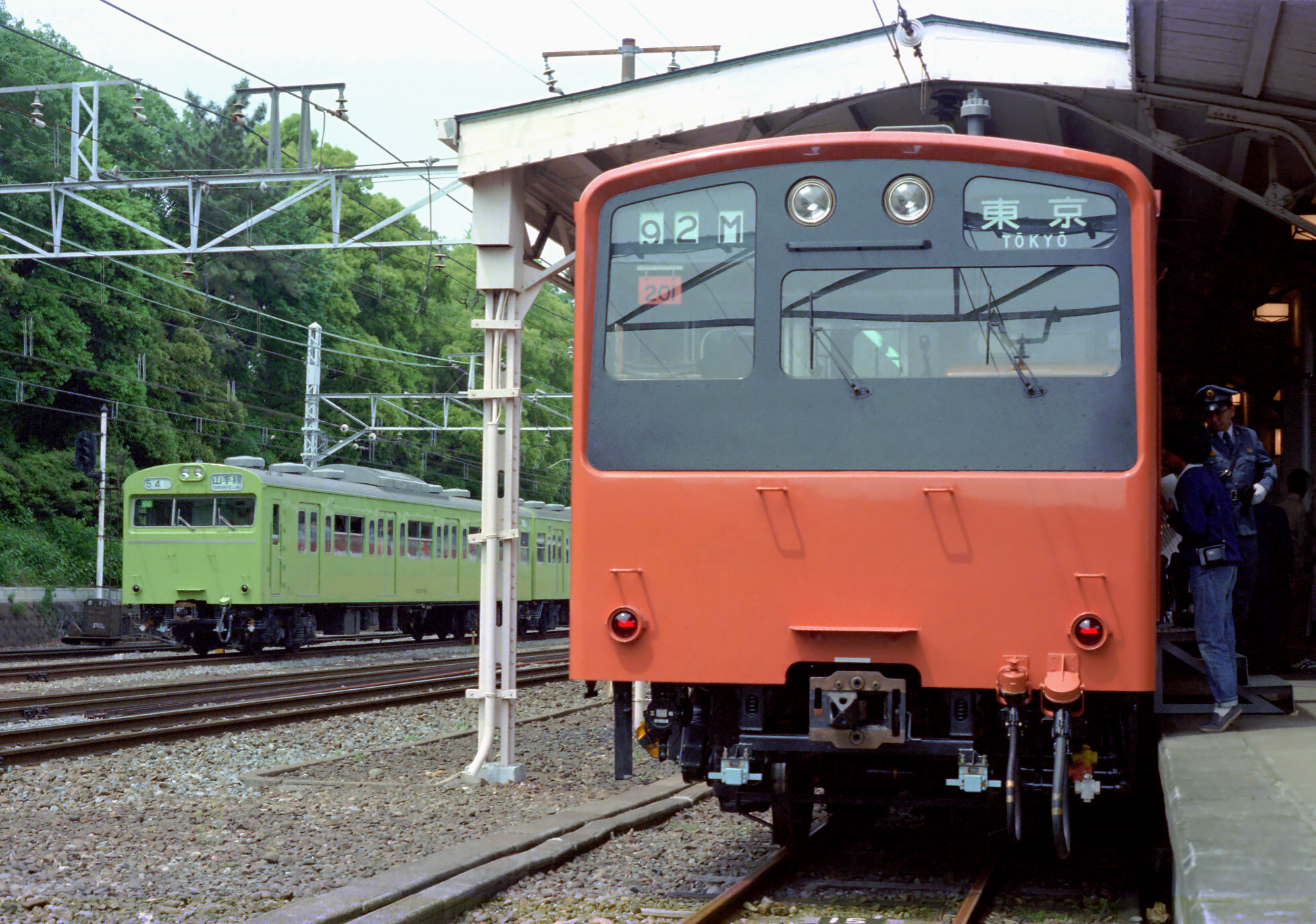
201系試作車展示會
（1979年5月13日）

昭和時代，昭和天皇、香淳皇后利用此月台搭乘御召列車前往那須與須崎（靜岡縣下田市）御用邸及參加全國植樹祭等活動（行幸啓）。香淳皇后前往須崎、那須兩御用邸靜養時也在本月台搭乘專用列車。
昭和天皇使用此月台時，三權之長（首相、眾議院議長、參議院議長、最高裁判所長官）、國務大臣、日本國有鐵道（國鐵）總裁、東京鐵道管理局（1969年（昭和44年）4月以後為東京西鐵道管理局）長會在此「迎送」。
皇族專用月台除了皇族使用外，1979年（昭和54年）曾進行201系電車試作車展示，1988年（昭和63年）還舉行了博覽列車「American Train」的出發式。

### 平成、令和時代
平成時代，天皇明仁伉儷改從東京站搭車，加上現代有新幹線及行政專機等各種交通工具，御召列車的使用次數大幅減少。
天皇明仁最近一次使用皇室專用月台是2001年（平成13年）5月21日結束第52回全國植樹祭返回東京。
不再使用皇室專用月台也與現在運行情況有關，隨著山手貨物線延伸埼京線與湘南新宿線開始運行等，列車班次非常密集，不太適合在過於密集的班表中加入御召列車。現在轉轍器由於長期停止使用已生鏽，無法立即恢復功能。宮內廳表示今後將規劃讓國賓透過皇室專用月台前往地方訪問。
2016年10月30日，作為原宿站開業110周年紀念，月台開放一般民眾參觀。

## 利用狀況
2019年（令和元年）度1日平均上車人次為72,579人、JR東日本全體內排行第59位。
近年的推移如下表。
| 年度               | 1日平均乘車人次 | 1日平均乘車人次 | 1日平均乘車人次 | 來源     |
| 年度               | 定期外          | 定期            | 合計            | 來源     |
| ------------------ | --------------- | --------------- | --------------- | -------- |
| 1989年（平成元年） |                 |                 | 70,838          | [ * 1 ]  |
| 1990年（平成02年） |                 |                 | 69,709          | [ * 2 ]  |
| 1991年（平成03年） |                 |                 | 69,331          | [ * 3 ]  |
| 1992年（平成04年） |                 |                 | 68,156          | [ * 4 ]  |
| 1993年（平成05年） |                 |                 | 67,208          | [ * 5 ]  |
| 1994年（平成06年） |                 |                 | 66,301          | [ * 6 ]  |
| 1995年（平成07年） |                 |                 | 67,265          | [ * 7 ]  |
| 1996年（平成08年） |                 |                 | 70,586          | [ * 8 ]  |
| 1997年（平成09年） |                 |                 | 71,058          | [ * 9 ]  |
| 1998年（平成10年） |                 |                 | 71,819          | [ * 10 ] |
| 1999年（平成11年） |                 |                 | 71,946          | [ * 11 ] |
| 2000年（平成12年） |                 |                 | 71,364          | [ * 12 ] |
| 2001年（平成13年） |                 |                 | 72,392          | [ * 13 ] |
| 2002年（平成14年） |                 |                 | 72,463          | [ * 14 ] |
| 2003年（平成15年） |                 |                 | 72,400          | [ * 15 ] |
| 2004年（平成16年） |                 |                 | 71,685          | [ * 16 ] |
| 2005年（平成17年） |                 |                 | 73,446          | [ * 17 ] |
| 2006年（平成18年） |                 |                 | 75,149          | [ * 18 ] |
| 2007年（平成19年） |                 |                 | 76,788          | [ * 19 ] |
| 2008年（平成20年） |                 |                 | 74,524          | [ * 20 ] |
| 2009年（平成21年） |                 |                 | 75,581          | [ * 21 ] |
| 2010年（平成22年） |                 |                 | 71,456          | [ * 22 ] |
| 2011年（平成23年） |                 |                 | 69,750          | [ * 23 ] |
| 2012年（平成24年） | 47,354          | 24,117          | 71,472          | [ * 24 ] |
| 2013年（平成25年） | 47,713          | 23,152          | 70,866          | [ * 25 ] |
| 2014年（平成26年） | 48,090          | 22,676          | 70,766          | [ * 26 ] |
| 2015年（平成27年） | 50,476          | 23,256          | 73,733          | [ * 27 ] |
| 2016年（平成28年） | 52,754          | 23,330          | 76,084          | [ * 28 ] |
| 2017年（平成29年） | 51,091          | 23,262          | 74,353          | [ * 29 ] |
| 2018年（平成30年） | 51,669          | 23,672          | 75,341          | [ * 30 ] |
| 2019年（令和元年） | 48,861          | 23,717          | 72,579          |          |

## 圖片

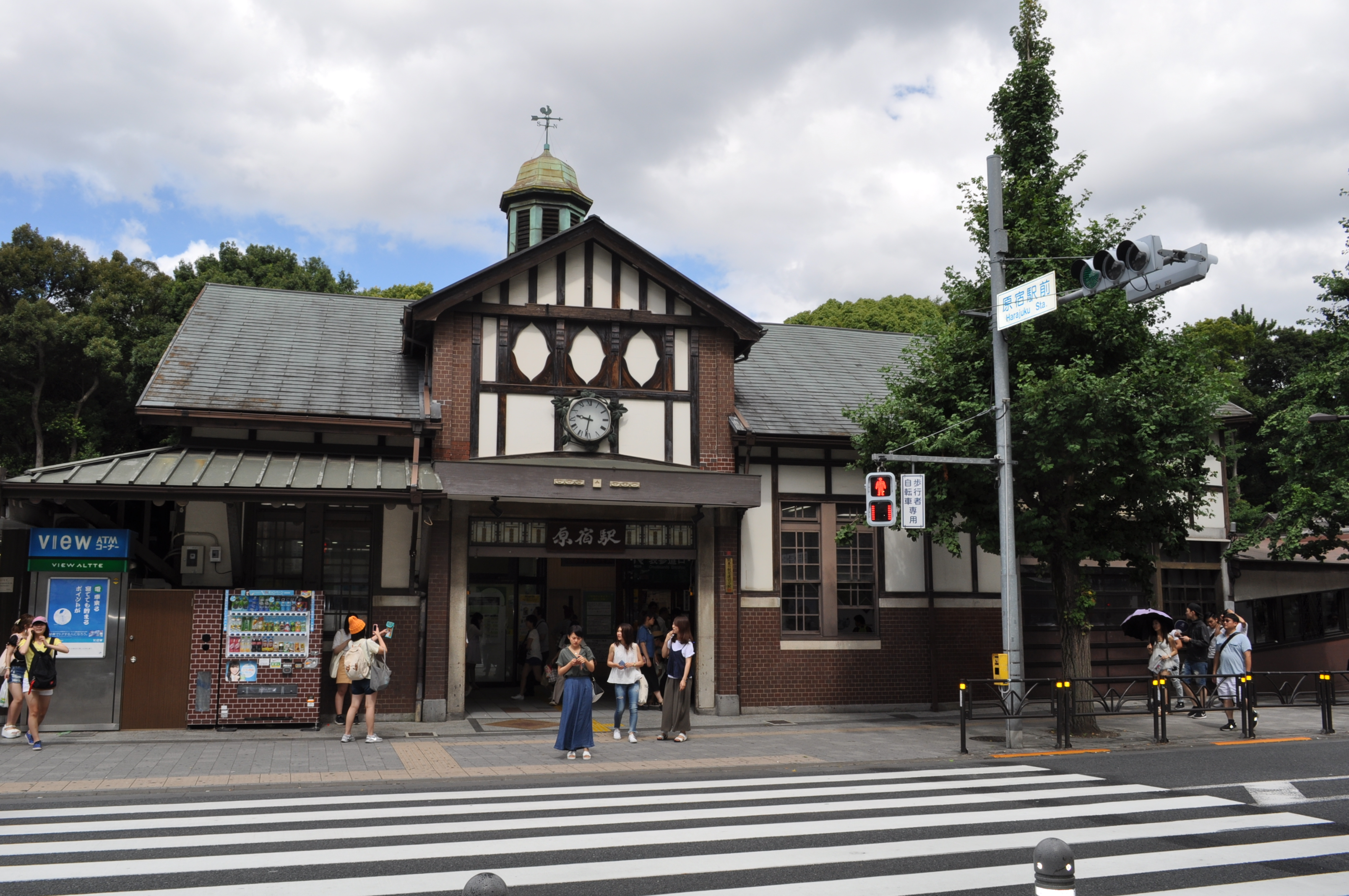
旧站房正面（2016年7月31日）
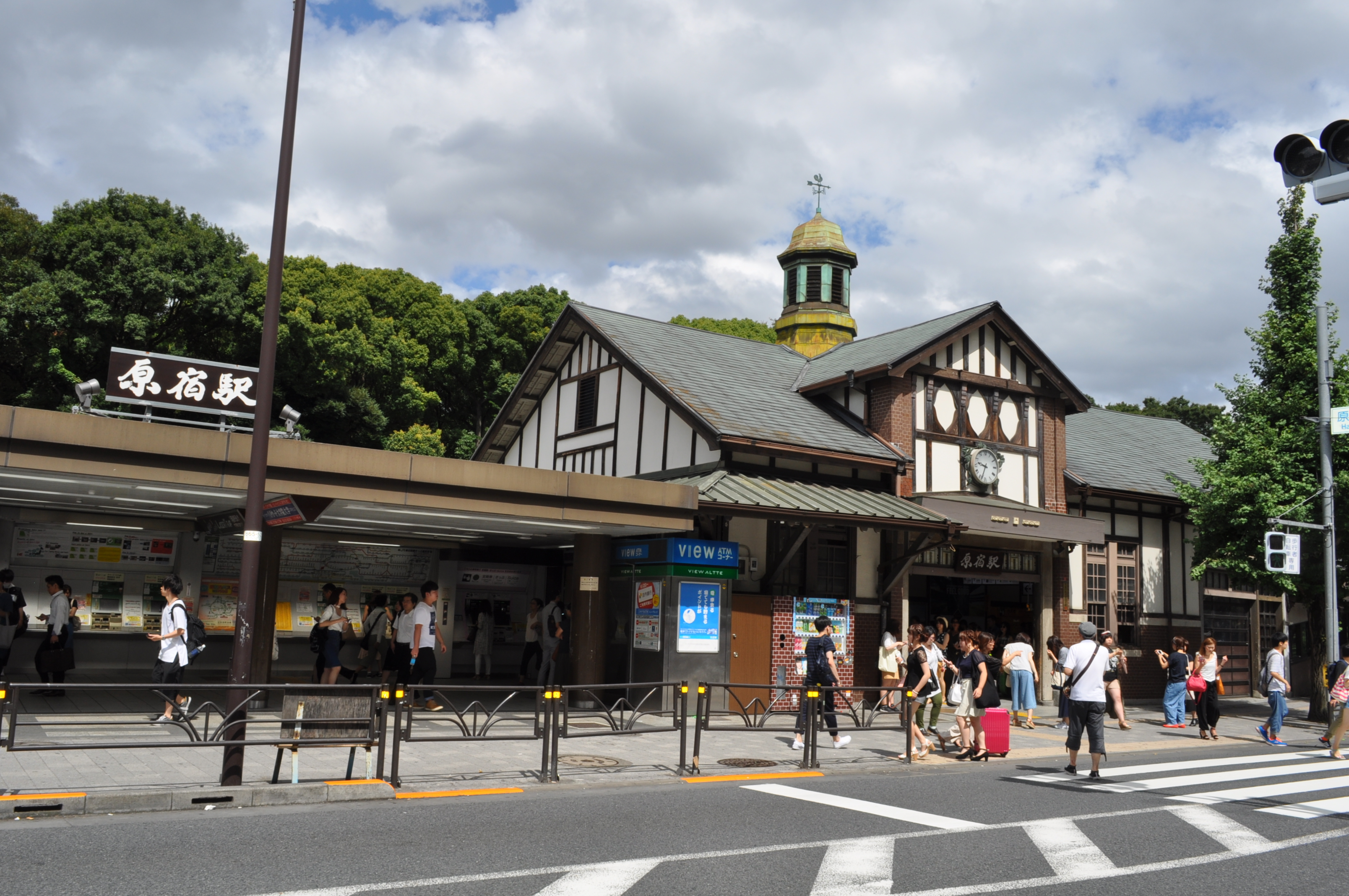
旧站房（2016年7月31日）
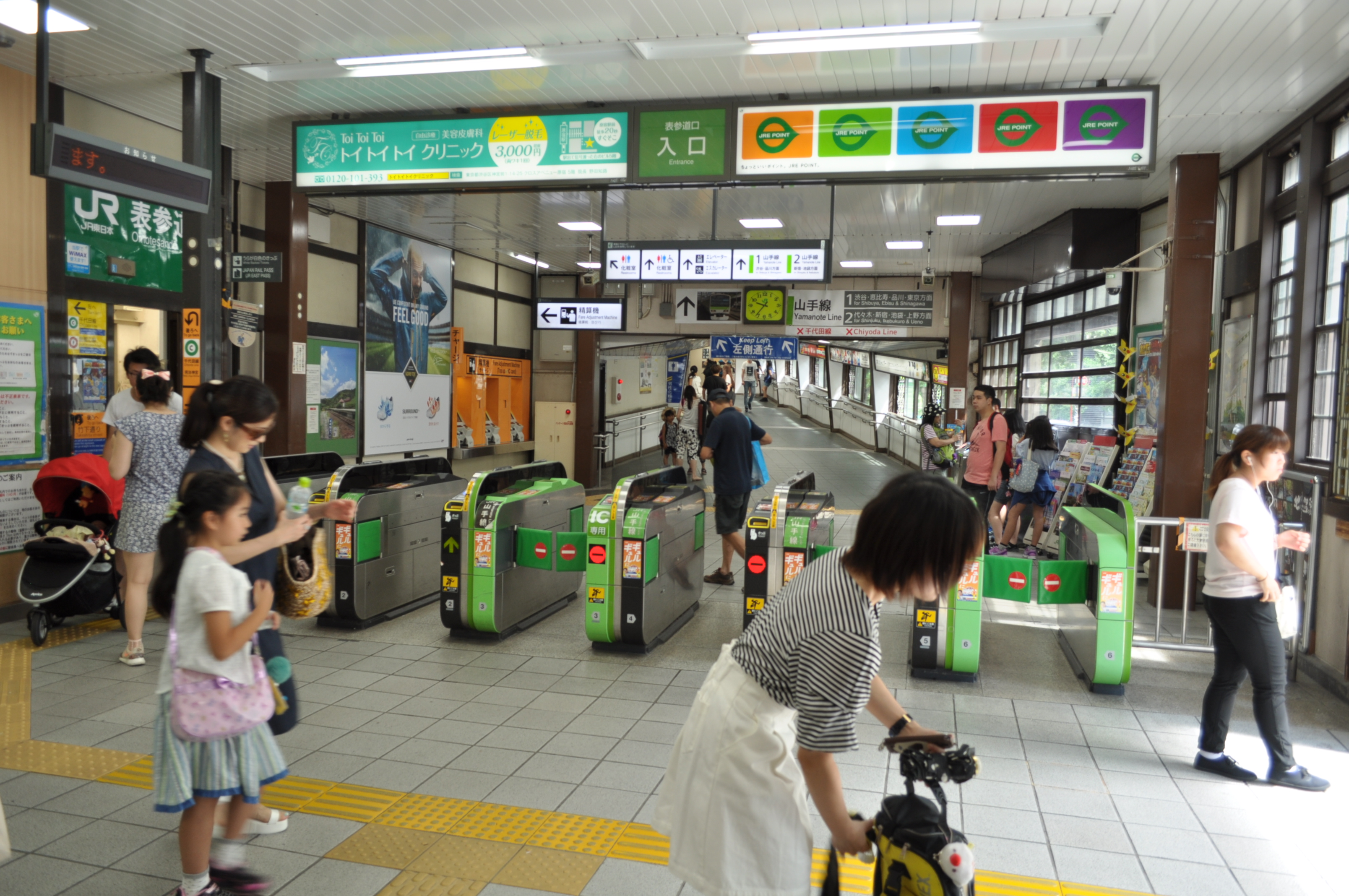
舊表參道口（2016年7月31日）
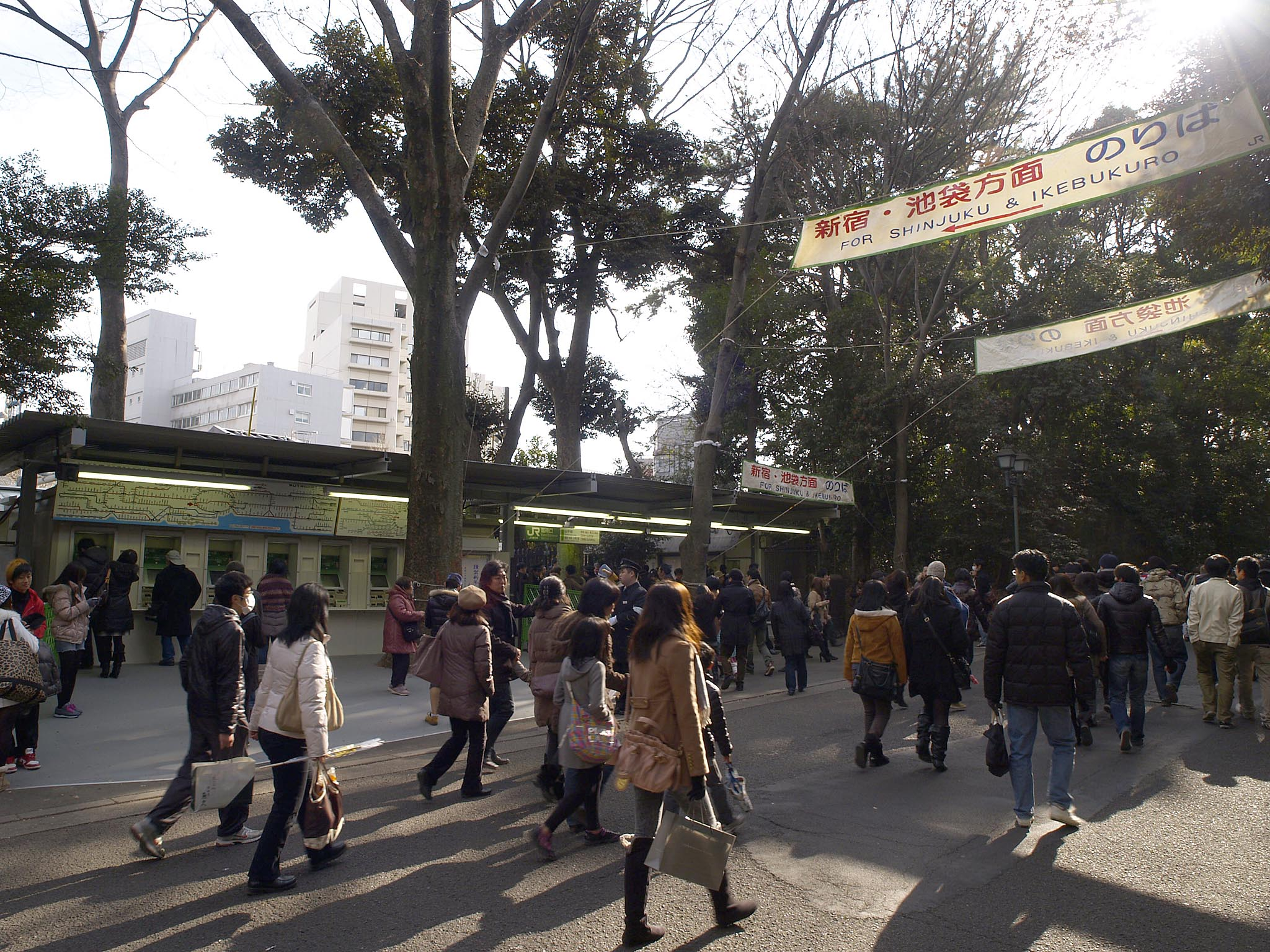
明治神宮的臨時出入口（2012年1月）
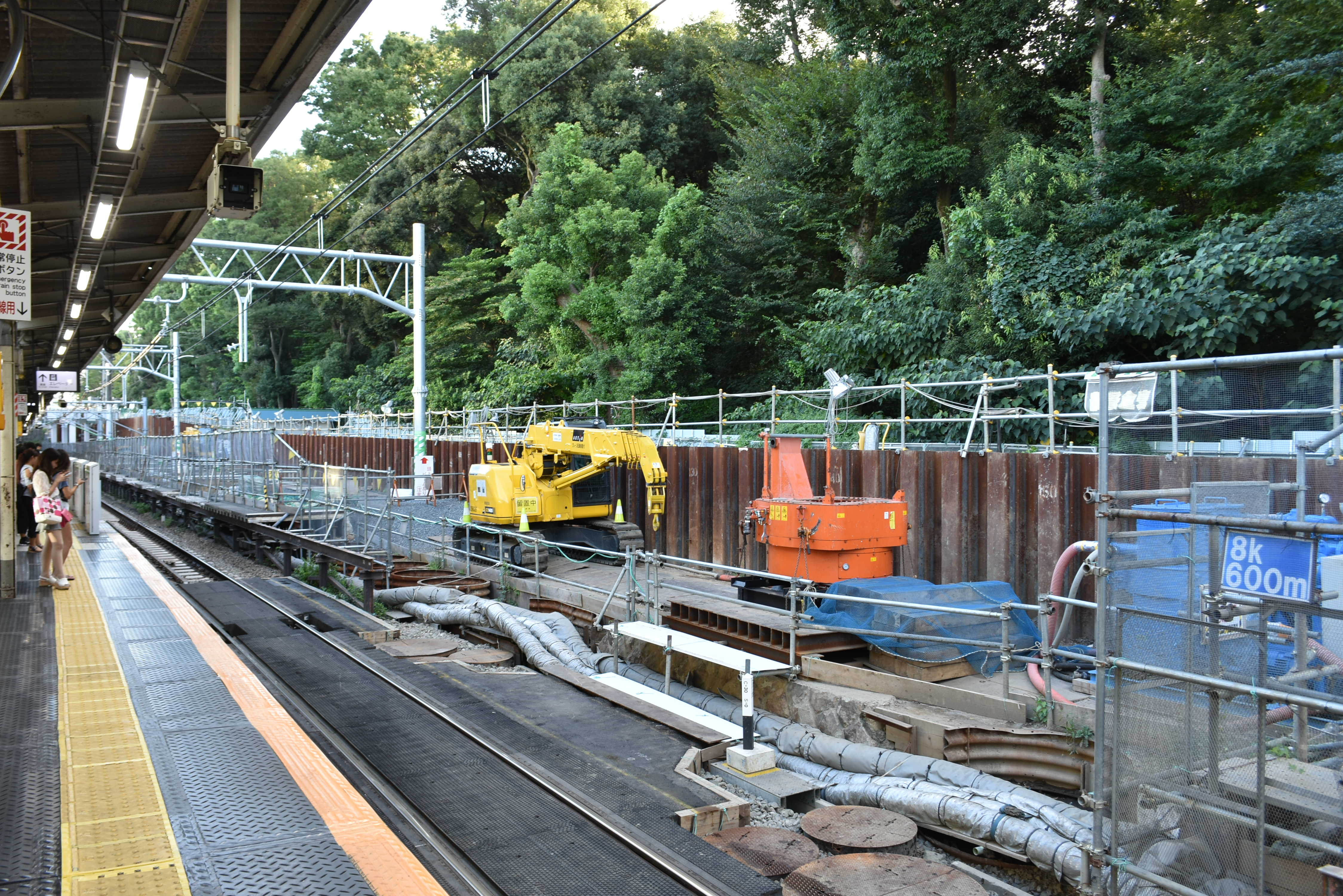
站房工程 外回澀谷站方向所見（2018年8月21日）
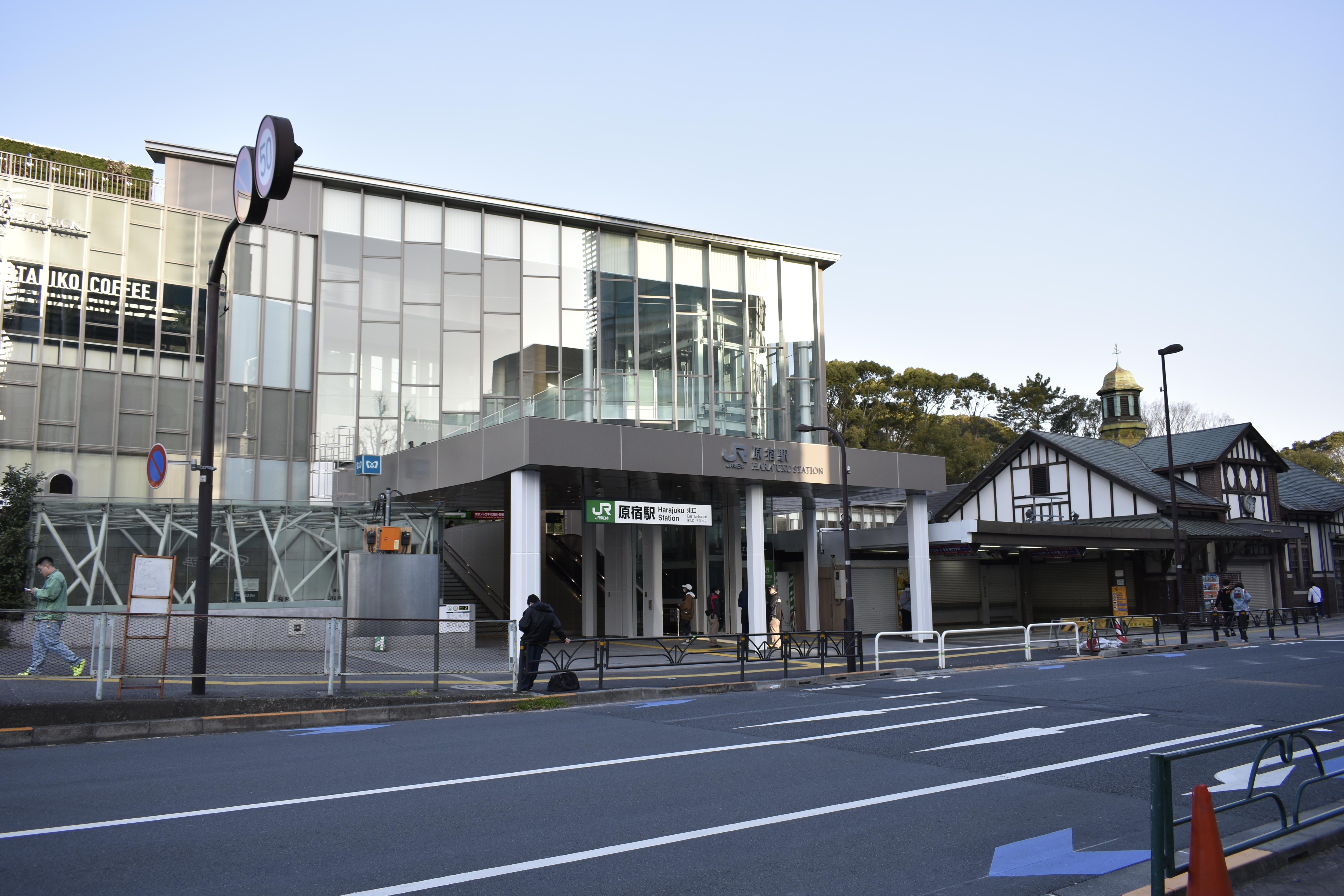
新站房（左）和旧站房（右）（2020年3月21日）
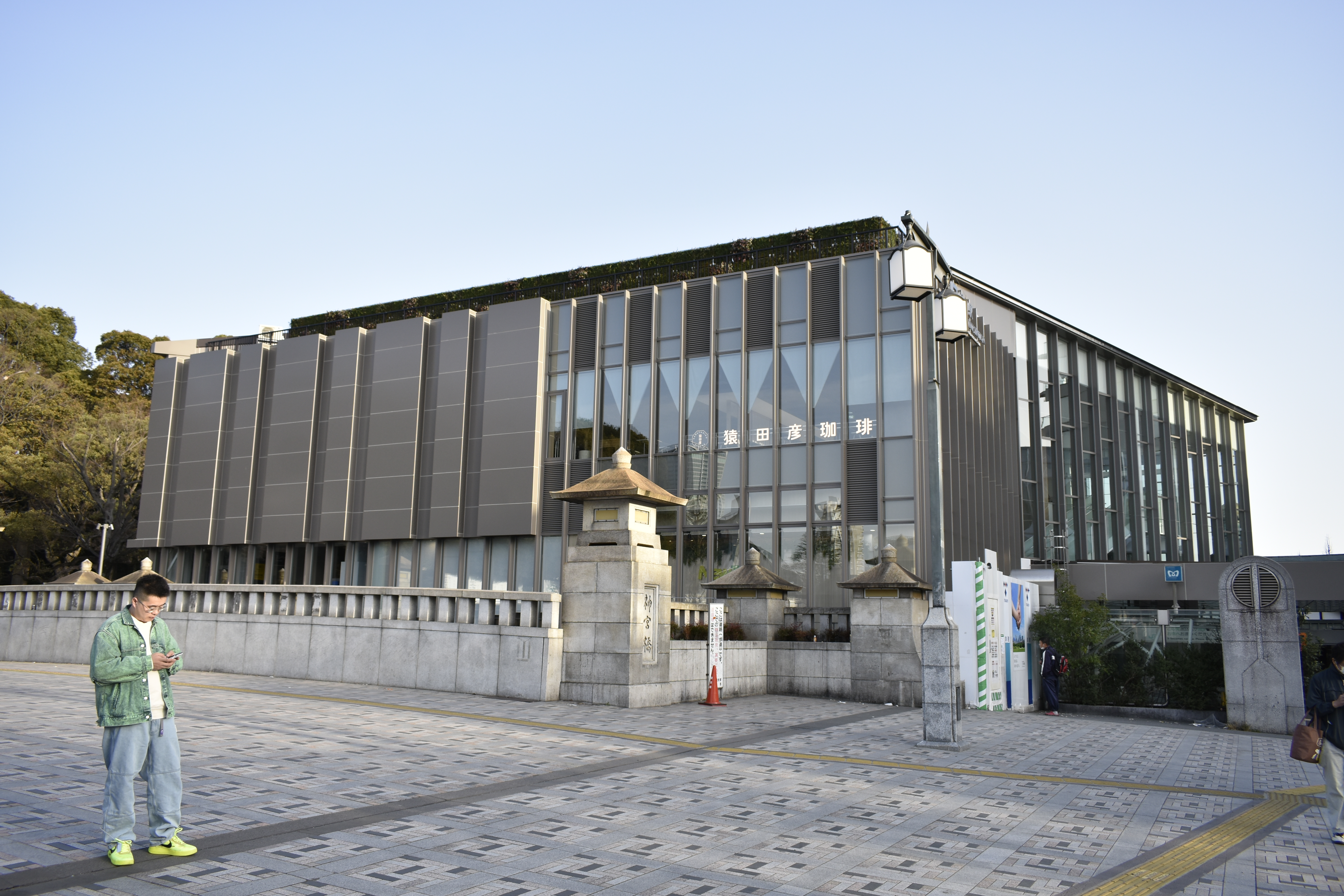
新站房东南侧（2020年3月21日）
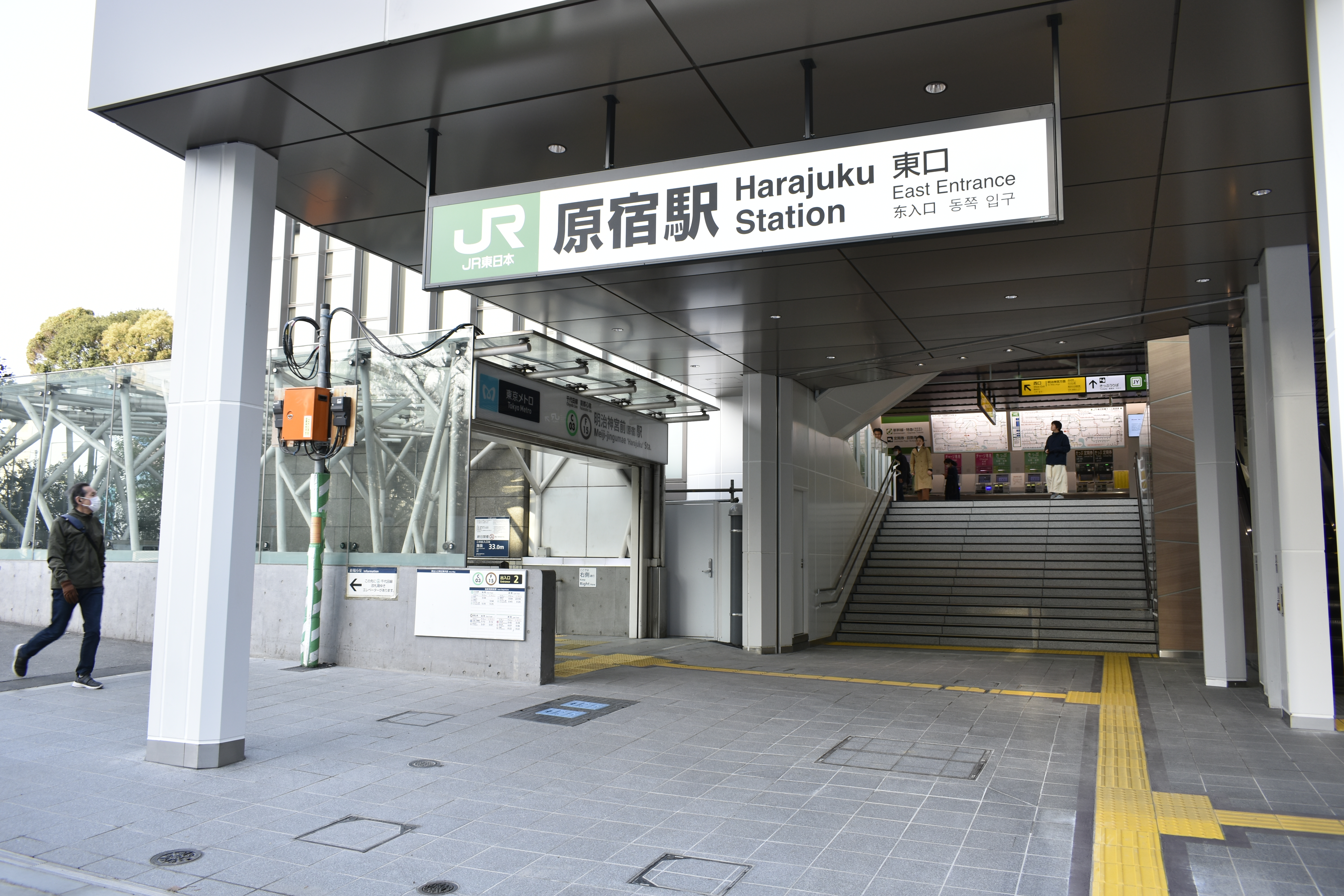
新站房表参道口（2020年3月21日）
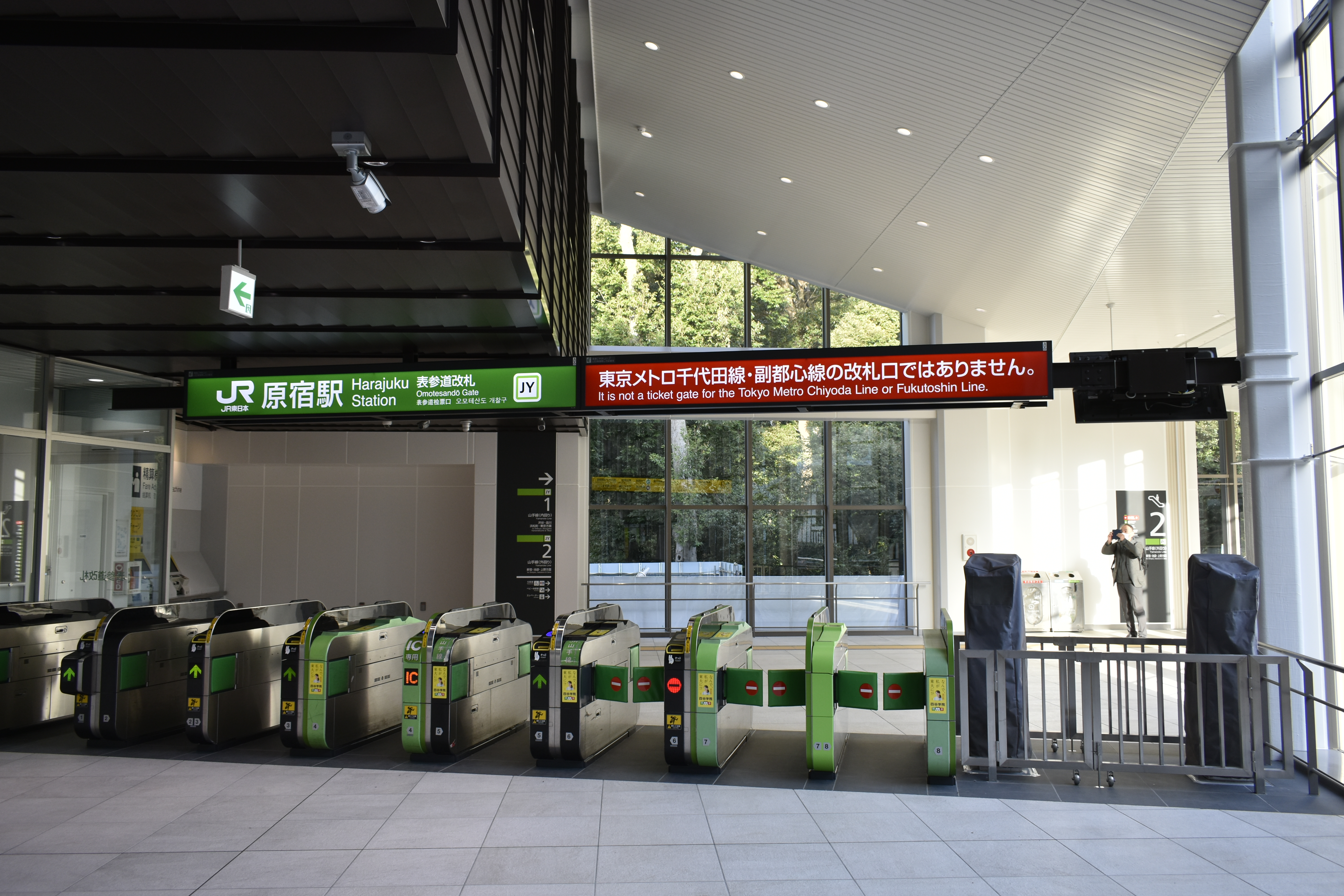
新站房表参道检票口外侧（2020年3月21日）
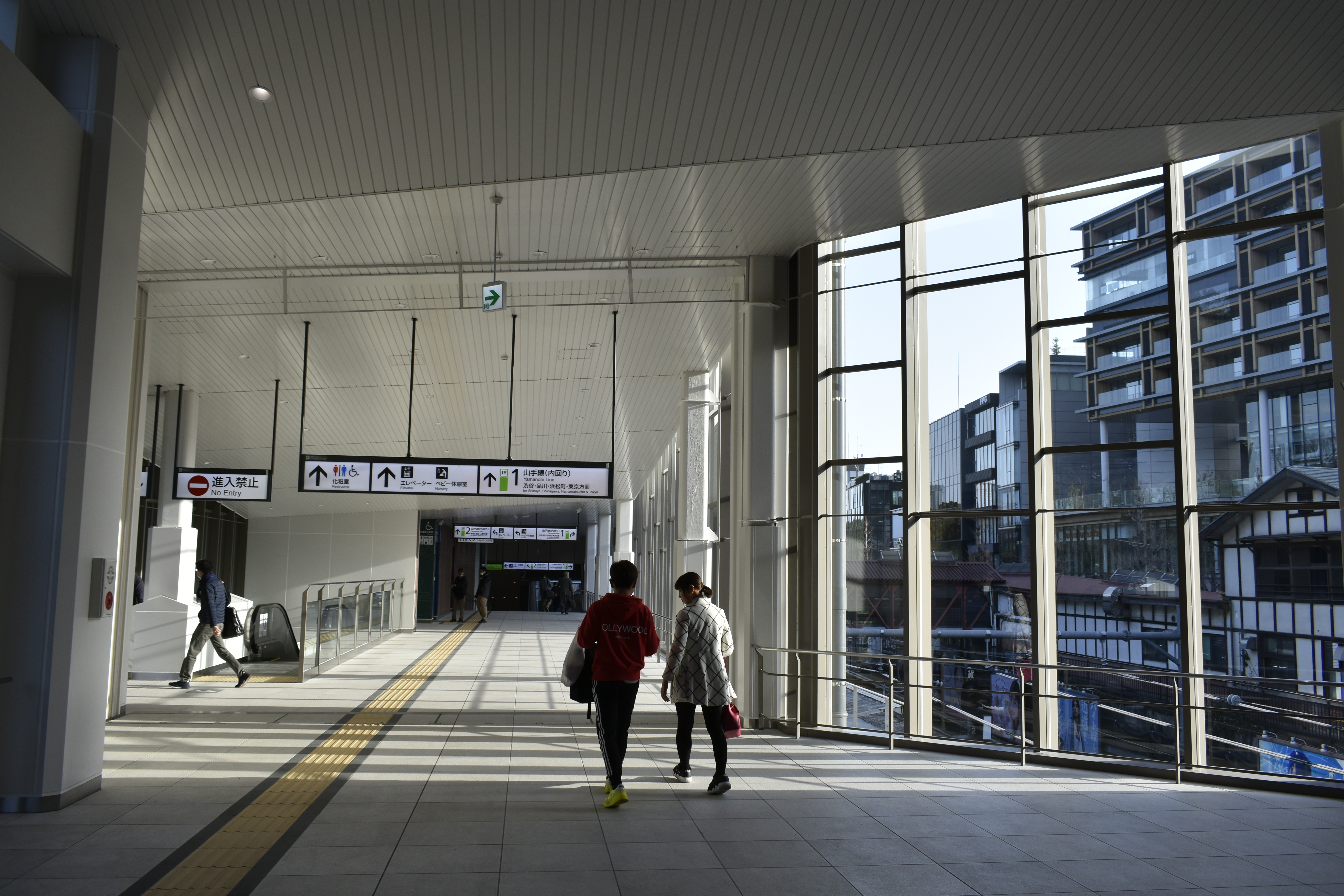
新站房东口、西口站内（2020年3月21日）
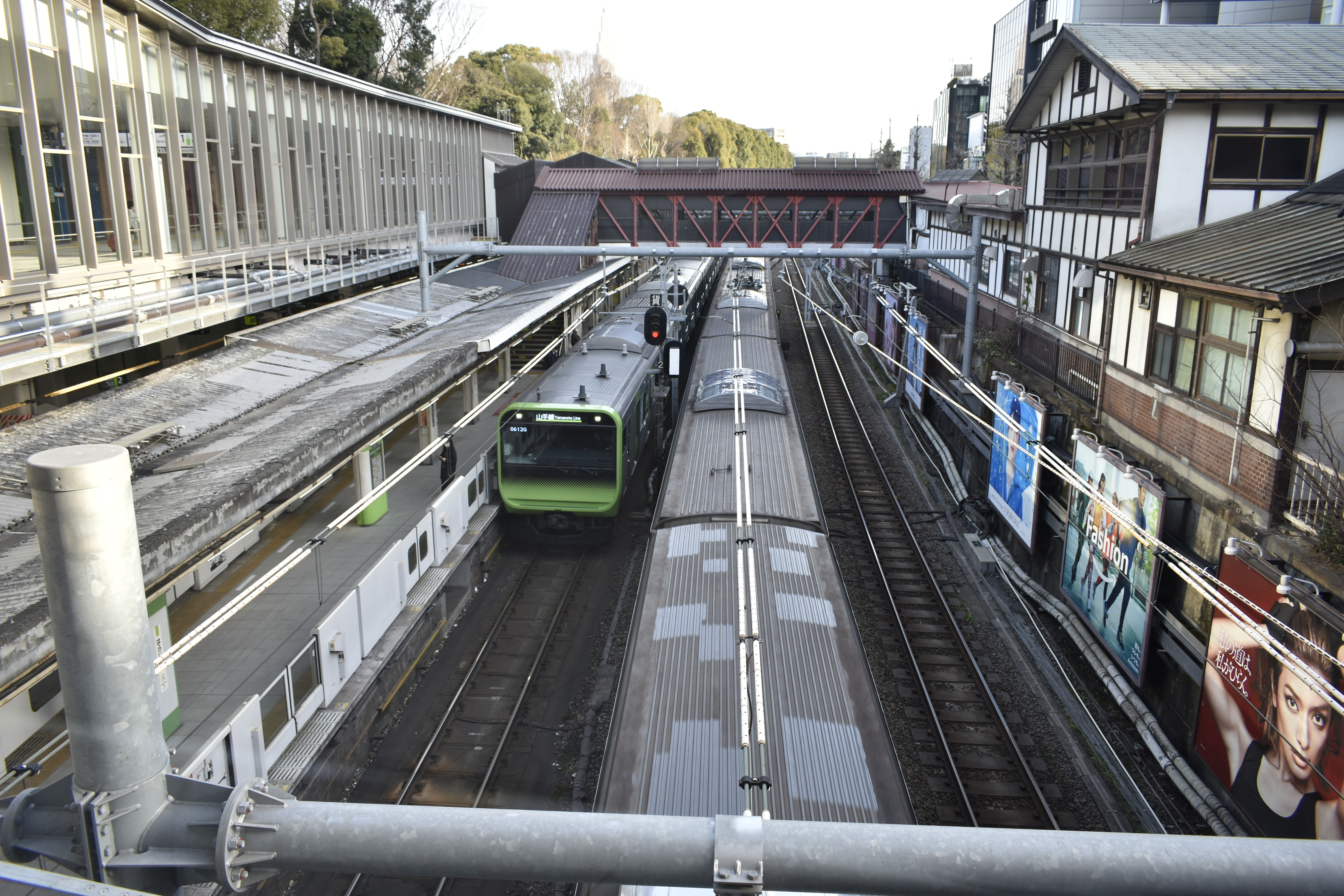
月台（2020年3月21日）

## 車站周邊
- 明治神宮
- 代代木公園
- 東鄉神社、原宿東鄉紀念館
- 警視廳原宿警察署（日语：原宿警察署）
- 明治通
- 竹下通
- 表參道
- 國立代代木競技場
- 原宿站前舞台（日语：原宿駅前ステージ） - 偶像團體系列「原宿站前Parties（日语：原宿駅前パーティーズ）」專用劇場。
- 明治神宮前〈原宿〉站 - 東京地下鐵千代田線、副都心線

其他車站周邊設施請參照「明治神宮前站#車站周邊」。

### 巴士路線
最近的巴士站有原宿站、原宿站入口、明治神宮。
原宿站
- 都營巴士
  - 早81：經千駄谷站、四谷三丁目往早大正門／往澀谷站方向循環

原宿站入口
- 澀谷區社區巴士「八公巴士（日语：ハチ公バス）」
  - 春之小川線：代代木八幡、新國立劇場方向／往澀谷區役所（日语：渋谷区役所）
  - 神宮之杜線：表參道站、千駄谷站方向／往澀谷站八公口

明治神宮
- 澀谷區社區巴士「八公巴士」
  - 神宮之杜線：表參道站、千駄谷站方向

## 原宿Fashion Joy Board文化展
站內月台設有17面大型看板「原宿Fashion Joy Board」（長3m×寬4m），1979年12月起分別於春、秋兩季舉行一週限定的社會文化海報廣告企劃。

## 相鄰車站
東日本旅客鐵道
 山手線
澀谷（JY 20）－原宿（JY 19）－代代木（JY 18）

### 利用狀況
JR1日平均使用人數
1. ↑  各駅の乗車人員 （页面存档备份，存于） - JR東日本

JR東日本1999年度以後上車人次
1. ↑  各駅の乗車人員（1999年度） （页面存档备份，存于） - JR東日本
2. ↑  各駅の乗車人員（2000年度） （页面存档备份，存于） - JR東日本
3. ↑  各駅の乗車人員（2001年度） （页面存档备份，存于） - JR東日本
4. ↑  各駅の乗車人員（2002年度） （页面存档备份，存于） - JR東日本
5. ↑  各駅の乗車人員（2003年度） （页面存档备份，存于） - JR東日本
6. ↑  各駅の乗車人員（2004年度） （页面存档备份，存于） - JR東日本
7. ↑  各駅の乗車人員（2005年度） （页面存档备份，存于） - JR東日本
8. ↑  各駅の乗車人員（2006年度） （页面存档备份，存于） - JR東日本
9. ↑  各駅の乗車人員（2007年度） （页面存档备份，存于） - JR東日本
10. ↑  各駅の乗車人員（2008年度） （页面存档备份，存于） - JR東日本
11. ↑  各駅の乗車人員（2009年度） （页面存档备份，存于） - JR東日本
12. ↑  各駅の乗車人員（2010年度） （页面存档备份，存于） - JR東日本
13. ↑  各駅の乗車人員（2011年度） （页面存档备份，存于） - JR東日本
14. 1 2 3  各駅の乗車人員（2012年度） （页面存档备份，存于） - JR東日本
15. 1 2 3  各駅の乗車人員（2013年度） （页面存档备份，存于） - JR東日本
16. 1 2 3  各駅の乗車人員（2014年度） （页面存档备份，存于） - JR東日本
17. 1 2 3  各駅の乗車人員（2015年度） （页面存档备份，存于） - JR東日本
18. 1 2 3  各駅の乗車人員（2016年度） （页面存档备份，存于） - JR東日本
19. 1 2 3  各駅の乗車人員（2017年度） （页面存档备份，存于） - JR東日本
20. 1 2 3  各駅の乗車人員（2018年度） （页面存档备份，存于） - JR東日本
21. 1 2 3  各駅の乗車人員（2019年度） （页面存档备份，存于） - JR東日本

JR統計資料
1. ↑  東京都統計年鑑 （页面存档备份，存于） - 東京都
2. ↑  渋谷区勢概要 （页面存档备份，存于） - 渋谷区

東京都統計年鑑
1. ↑  .   [2017-11-10]. （原始内容存档于2016-03-05）.
2. ↑  .   [2017-11-10]. （原始内容存档于2016-03-05）.
3. ↑  .   [2017-11-10]. （原始内容存档于2016-03-05）.
4. ↑  .   [2017-11-10]. （原始内容存档于2013-08-15）.
5. ↑  .   [2017-11-10]. （原始内容存档于2013-02-03）.
6. ↑  .   [2017-11-10]. （原始内容存档于2013-02-03）.
7. ↑  .   [2017-11-10]. （原始内容存档于2013-02-03）.
8. ↑  .   [2017-11-10]. （原始内容存档于2013-02-03）.
9. ↑  .   [2017-11-10]. （原始内容存档于2016-03-04）.
10. ↑  東京都統計年鑑（平成10年）PDF
11. ↑  東京都統計年鑑（平成11年）PDF
12. ↑  .   [2017-11-10]. （原始内容存档于2016-03-04）.
13. ↑  .   [2017-11-10]. （原始内容存档于2016-03-04）.
14. ↑  .   [2017-11-10]. （原始内容存档于2017-07-29）.
15. ↑  .   [2017-11-10]. （原始内容存档于2017-07-29）.
16. ↑  .   [2017-11-10]. （原始内容存档于2017-07-29）.
17. ↑  .   [2017-11-10]. （原始内容存档于2017-07-29）.
18. ↑  .   [2017-11-10]. （原始内容存档于2017-07-29）.
19. ↑  .   [2017-11-10]. （原始内容存档于2017-07-29）.
20. ↑  .   [2017-11-10]. （原始内容存档于2017-07-29）.
21. ↑  .   [2017-11-10]. （原始内容存档于2016-03-26）.
22. ↑  .   [2017-11-10]. （原始内容存档于2016-03-27）.
23. ↑  .   [2017-11-10]. （原始内容存档于2016-03-25）.
24. ↑  .   [2017-11-10]. （原始内容存档于2016-03-27）.
25. ↑  .   [2017-11-10]. （原始内容存档于2016-03-22）.
26. ↑  .   [2017-11-10]. （原始内容存档于2017-07-30）.
27. ↑  .   [2017-11-10]. （原始内容存档于2018-11-09）.
28. ↑  .   [2018-10-21]. （原始内容存档于2019-05-02）.
29. ↑  .   [2020-07-28]. （原始内容存档于2019-12-03）.
30. ↑  .   [2020-07-28]. （原始内容存档于2020-08-04）.

## 外部連結
- 車站資訊（原宿）：東日本旅客鐵道